# 조기 진통
조기진통이란 임신 37주 이전 자궁경부의 변화를 동반한 규칙적 자궁수축

## 치료

### 안정
조기 진통을 억제하기 위해 집이나 병원에서 침상 안정하는 것에 대한 효용성 에 대해서는 아직까지 뚜렷한 결론을 내리지 못하고 있다.

### 수액 공급 및 진정제 치료
침상 안정보다 더 효과가 있지는 않다고 알려져 있다.

### 베타 아드레날린 수용체 효능제(β-adrenergic receptor agonist)
Ritodrine과 Terbutaline이 대표적인 약물로 Ridtodrine만이 FDA(미국 식품의약국)의 인증을 받았다.

### MgSO4(마그네슘 설페이트)
작용기전은 칼슘 길항제의 역할을 하며 혈관주사로 점적주사한다. 한 연구에 따르면 이 약물 치료를 받은 경우 87%에서 효과가 있다는 보고도 있다.

### 프로스타글란딘 억제제(Prostaglandin inhibitors)
프로스타글란딘의 합성을 억제하여 조기 진통을 억제하는 기전을 가지고 있으며, 대표적인 약물로는 Indomethacin이 있으며 경구나 항문으로 투여한다.
과량을 장기간 복용시 양수과소증이 발생하기 때문에 단기간 사용 (1~2일)을 권장한다.

### 칼슘 통로 차단제(Ca channel blockers)
대표적인 약물로 Nifedipine이 있으며 이는 조기진통억제에 있어서 Ritodrine과 유사한 효능이 있으며,
단, 마그네슘 제제와 같이 사용할 경우 Nifedipine이 마그네슘 제제의 신경근육의 차단효과를 증진시키기 때문에 폐나 심장의 기능에 심각한 문제를 일으킬 수 있기 때문에 마그네슘 제제와 같이 사용해서는 안 된다.

## 조기진통의 치료 지침[7]
1. 조기 진통을 확진한다.
2. 34주이하고 분만의 조건(모성, 태아조건)이 아니면 자궁수축이나 태아 심박수를 측정하고 자궁 경부의 변화를 진찰하면서 관찰한다.
3. 34주이하인 경우 태아 폐성숙을 촉진하기 위하여 글루코코르티코이드(Glucocorticoid)를 준다
4. 34주이하인 경우, 분만이 많이 진행이 안 된 경우, 글루코코르티코이드와 그룹 B 연쇄상구균(Group B Streptococcus)의 예방적 항생제 치료를 하는 동안 자궁 수축을 억제하려는 시도를 해야한다.
5. 34주이상인 경우는 분만 과정과 태아상태를 체크한다.
6. 분만이 진행되는 경우는 그룹 B 연쇄상구균의 예방을 위한 항생제를 투여한다.